# Papa Babacar Diawara
Baba Diawara (* 5. Januar 1988 in Dakar; bürgerlich Papa Babacar Diawara) ist ein senegalesischer Fußballspieler.

## Karriere
Baba Diawara wechselte 2007 von ASC Jeanne d’Arc zu Marítimo Funchal. In seiner ersten Saison in Europa spielte Baba hauptsächlich für die zweite Mannschaft von Marítimo. In der folgenden Saison 2008/09 etablierte er sich als Stammspieler in der ersten Mannschaft und kam in der Primeira Liga auf zehn Saisontore.
Am 22. Januar 2012 wechselte Baba zum FC Sevilla. Im Sommer 2013 wurde er zu UD Levante ausgeliehen. Ab dem 1. September 2014 spielte er bis zum Saisonende für den FC Getafe und ab 1. Juli 2015 erneut für Marítimo Funchal.
Seit Februar 2017 spielt Diawara für den australischen A-League-Verein Adelaide United und erhielt im Sommer 2017 einen Zweijahresvertrag.